# Prisión de Tura
La prisión de Tura (en árabe: سجن طرة) es un complejo penitenciario en Egipto para detenidos comunes y políticos, que se encuentra en frente de la estación de metro de Tura El-Balad en Tura, al suroeste de la gobernación de Helwan, al sur del El Cairo. Los principales edificios del complejo de la prisión de Tura consisten en la prisión Agrícola, Tura Liman (máxima seguridad), Tura Istiqbal (recepción), Tura el-Mahkoum y la prisión de Tura Supermax también conocida como la prisión del Escorpión (árabe: سجن العقرب ) 

## Reclusos notorios
- Hosni Mubarak (2011-2013) encarcelado en abril de 2011, condenado a cadena perpetua en junio de 2012, pero liberado en agosto de 2013 después de ser absuelto de tener responsabilidad sobre el asesinato de manifestantes.
- † Mohamed Morsi (2013 - 2019), depuesto presidente de Egipto, condenado a muerte, pero luego la sentencia de muerte fue revocada tras la presión internacional contra los magistrados, fallecido en medio de otras acusaciones.